# Центральна бібліотека Дербі

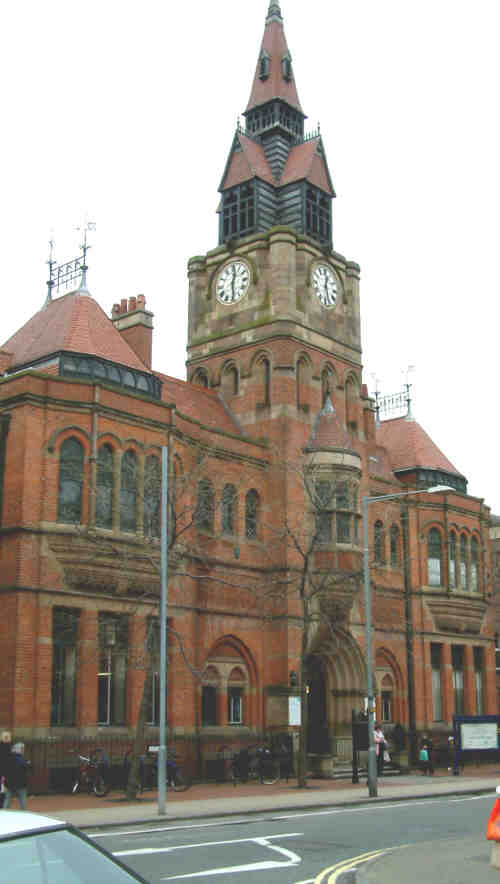
Будинок Центральної бібліотеки Дербі (використовується спільно з Музеєм та мистецькою галереєю Дербі)

Центральна бібліотека Дербі (англ. Derby Central Library) — бібліотека, заснована в 1879 році спільно з  Музеєм та художньою галереєю Дербі. Розташована в червоному цегляному будинку в  Кафедральному кварталі Дербі, побудованому за проектом Річарда Нілла Фрімена на кошти Майкла Басса-молодшого. 
До відкриття цієї бібліотеки в Дербі функціонувала постійна бібліотека на Квін-стріт, заснована 1811 року. Станом на 1832 рік платну підписку на користування цією бібліотекою мали 84 человіки. Серед 4000 її томів були книги Філософського суспільства Дербі (Derby Philosophical Society). У 1863 ботанік Олександр Кроолл (Alexander Croall) був призначений першим бібліотекарем і куратором, а в наступному році музей і бібліотека були об'єднані.
У 1964 році музей і художня галерея були переведені в нову будівлю, але будівля бібліотеки і надалі використовується спільно з цими організаціями.
Поряд з будівлею розташований пам'ятник Майклу Бассу-молодшому, меценату, пивоварові та члену Палати громад, завдяки якому виникла ця бібліотека.